# Rahmenübereinkommen der WHO zur Eindämmung des Tabakgebrauchs

Mitglieder der WHO FCTC
Mitglied
Unterzeichner
Nichtmitglied

Das Rahmenübereinkommen der WHO zur Eindämmung des Tabakgebrauchs (kurz Tabakrahmenübereinkommen, engl. WHO Framework Convention on Tobacco Control, WHO FCTC) ist ein völkerrechtlicher Vertrag, der durch die 56. Weltgesundheitsversammlung am 21. Mai 2003 in Genf angenommen wurde. Es ist das erste WHO-Übereinkommen, welches aufgrund Artikel 19 der WHO-Verfassung angenommen wurde. Der Vertrag trat am 27. Februar 2005 in Kraft.
Ziel des Übereinkommens ist es heutige und zukünftige Generationen vor den verheerenden gesundheitlichen, sozialen und die Umwelt betreffenden Folgen des Tabakkonsums und des Passivrauchens zu schützen. Zu diesem Zweck sieht das Übereinkommen eine Reihe von nationalen, regionalen und internationalen Tabakkontrollmaßnahmen vor, darunter weitgehende Verpflichtungen betreffend Produktion, Verkauf, Vertrieb, Werbung, Besteuerung und den Tabak betreffende politische Maßnahmen.

## Vertragsstaaten
Der Vertrag ist von 168 Vertragsparteien unterschrieben worden, darunter Deutschland und Österreich und die Europäische Union. Aufgrund der Ratifizierung und anderer Formen der Akzeptanz oder Bestätigung ohne Unterzeichnung ist er für 179 Parteien rechtlich bindend.
In der Schweiz, die das Übereinkommen am 25. Juni 2004 unterzeichnete, steht die Ratifizierung und damit das Inkrafttreten noch aus, weil die notwendigen gesetzlichen Umsetzungsbestimmungen fehlen. Damit ist die Schweiz das einzige europäische Land, in dem der Vertrag nicht in Kraft ist. Durch eine Änderung des Tabakproduktegesetzes, welche zur Umsetzung der angenommenen Volksinitiative «Ja zum Schutz der Kinder und Jugendlichen vor Tabakwerbung» nötig sein wird und bis Februar 2025 beschlossen sein muss, könnten auch in der Schweiz die Voraussetzungen zur Ratifizierung der Initiative gegeben sein.
Auch die USA haben lediglich unterzeichnet, ohne dass sie sich bisher gebunden haben.

## Verpflichtungen
Durch das Rahmenabkommen haben sich die Vertragsparteien (fast alle Länder der Welt, insbesondere auch Deutschland, Österreich und Luxemburg) verpflichtet folgende Maßnahmen zu ergreifen:
| Bereich                  | Maßnahme | Artikel              |
| ------------------------ | --- | -------------------- |
| Lobbying                 | Aufruf zur Begrenzung der Verflechtung von Gesetzgeber und Tabakindustrie. | Artikel 5.3          |
| Nachfragesenkung         | Steuerliche und andere Maßnahmen, um die Nachfrage nach Tabakerzeugnissen zu senken. | Artikel 6 & 7        |
| Passivrauchen            | Verpflichtung alle vor der Belastung durch Tabakrauch in geschlossenen Arbeitsplätzen, dem öffentlichen Transport und geschlossenen, öffentlich zugänglichen Räumen, sowie -soweit möglich- anderen öffentlichen Räumen zu schützen. | Artikel 8            |
| Regulierung              | Die Inhaltsstoffe und die Emissionen von Tabakerzeugnissen sind zu reglementieren und die Zusatzstoffe zu veröffentlichen. | Artikel 10           |
| Verpackung und Labelling | Große Warnhinweise (mindestens 30 % der Verpackungsoberfläche, 50 % oder mehr werden empfohlen), die Einheitsverpackung wird empfohlen; irreführende Bezeichnungen wie („mild“, „light“ etc.) sind verboten.                         | Artikel 9 & 11       |
| Awareness                | Öffentlichkeitsarbeit über die Folgen des Tabakrauchens. | Artikel 12           |
| Tabakwerbung             | Umfassendes Verbot, es sei denn, die jeweilige Verfassung erlaube dies nicht. | Artikel 13           |
| Abhängigkeit             | Nikotinabhängigkeit und Rauchstoppprogramme. | Artikel 14           |
| Schmuggel                | Maßnahmen zur Eindämmung des illegalen Handels mit Tabakerzeugnissen werden gefordert. | Artikel 15           |
| Jugendschutz             | Abgabeverbot an Jugendliche. | Artikel 16           |
| Forschung                | Forschung im Zusammenhang mit Tabak und Informationsaustausch zwischen den teilnehmenden Staaten. | Artikel 20, 21, & 22 |

## Kritik

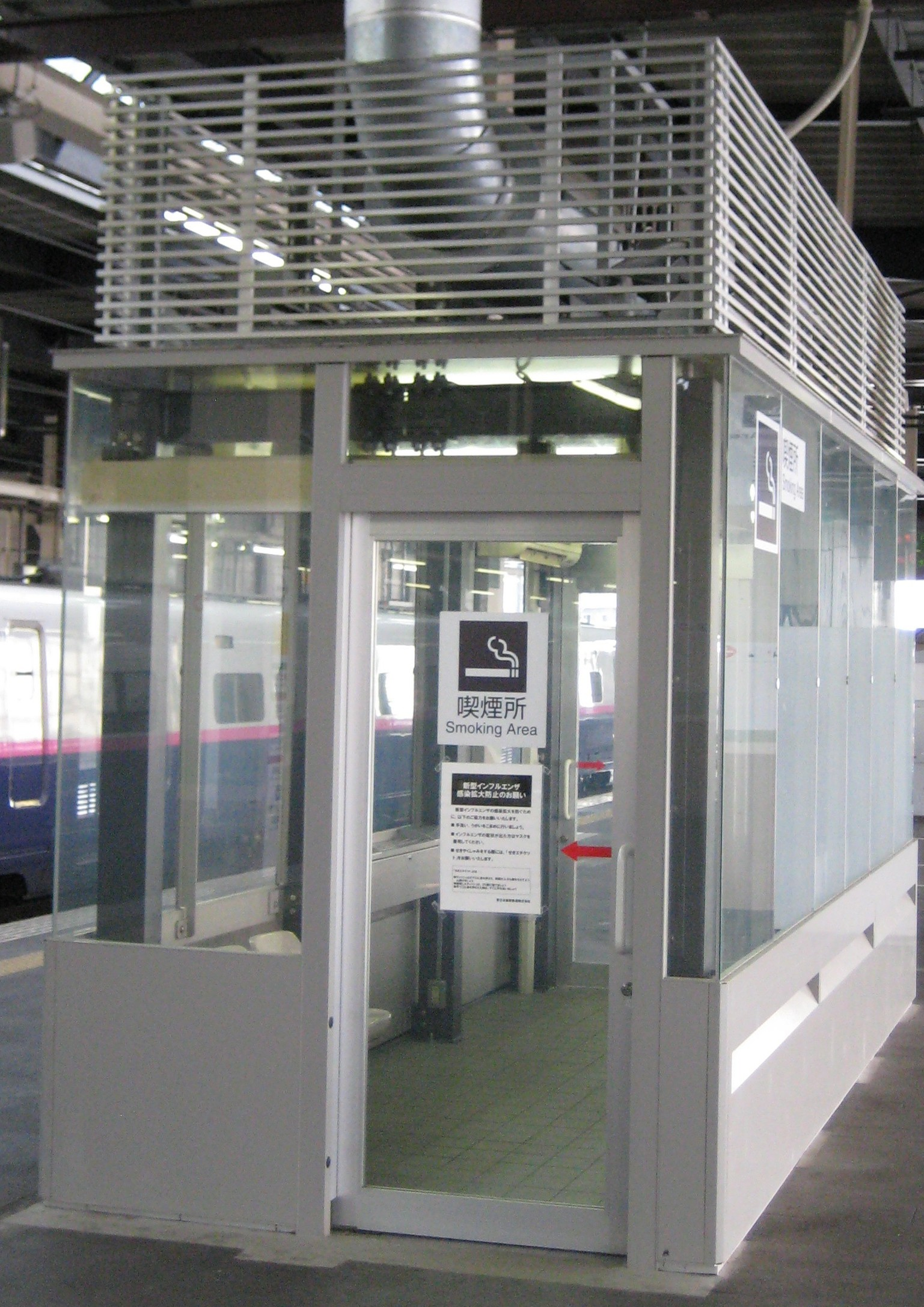
Nichtraucherschutz in Japan: Abgekapselter Raucherraum auf einem Bahnhof – Luftabsaugung auf dem Dach.

Die Deutsche Krebshilfe und das „Aktionsbündnis Nichtrauchen“ namhafter Organisationen des Gesundheitswesens in der Bundesrepublik haben zum Weltnichtrauchertag 2011 Kritik daran geübt, dass seit der deutschen Unterzeichnung der WHO FCTC im Jahr 2003 in Deutschland zu wenig gegen das Passivrauchen erreicht wurde. Die Organisationen sowie das Deutsche Krebsforschungszentrum Heidelberg, warfen den 16 Bundesländern vor, sie hätten immer noch unterschiedliche Regelungen und seinen verantwortlich für diesen „Flickenteppich Deutschland“.